# Metacomet
Metacomet o Metacom (fl. 1656-1676) fou el satxem (cap) dels wampanoag. Fill de Massassoit i germà de Wamsutta, el va succeir el 1662. El 1671 va signar el tractat de Taunton com a mostra de bona voluntat amb els blancs. Però s'alià amb els narragansett, nipmuc i pennacook, i declarà la Guerra del Rei Felip del 1675, amb 12.000 indis que atacaren 50 dels 90 establiments blancs. En destruïren 9 i mataren mil colons, però acabà amb la derrota quan setjaren Swansea i el virtual extermini de la tribu. King Philipp fou fet presoner i executat el 12 d'agost del 1676, el seu cap fou exposat en una pica i la seva dona i fills, venuts com esclaus a les Antilles.